# Macella euritiusalis
Macella euritiusalis là một loài bướm đêm trong họ Noctuidae.